# 크리스티앙 클라비에
크리스티앙 클라비에(Christian Clavier, 1952년 5월 6일 ~ )는 프랑스의 배우이다.

## 출연 작품

### 영화
- 아스테릭스
- 아스테릭스 2: 미션 클레오파트라
- 컬러풀 웨딩즈
- 쉿! 오늘부터 거기만 남자! - 닥터 페이스 역
- 위드 오픈 암스
- 모모
- 아스테릭스: 마법 물약의 비밀
- 이비자

### 드라마
- 나폴레옹 (2002년, A&E) - 나폴레옹